# Bostronizo
Bostronizo es una localidad del municipio de Arenas de Iguña, Cantabria, España.
En el año 2024 contaba con una población de 122 habitantes (INE). Bostronizo está a una distancia de 4,8 kilómetros de la capital municipal, Arenas de Iguña, y a una altitud de 430 metros.

## Historia
Es uno de los pueblos que tradicionalmente formaban parte del valle de Iguña. En el siglo XIX este pueblo ya formaba parte del ayuntamiento de Arenas de Iguña.
Destaca del lugar la ermita de San Román de Moroso, de pequeñas dimensiones. Es de estilo prerrománico (mozárabe), datándose en el siglo X, aunque puede ser obra más tardía. Fue declarada monumento histórico-artístico con fecha 3 de junio de 1931; el entorno de protección se declaró el 30 de mayo de 2002 (BOC 14 de junio). Se encuentra a unos tres kilómetros del pueblo, en una vaguada llamada de Moroso (270 metros de altitud), en medio de un pequeño bosque. San Román de Moroso aparece mencionada por vez primera en 1119, en una donación que realiza la reina doña Urraca al monasterio de Santo Domingo de Silos en Burgos. 
Junto a la ermita hay una necrópolis medieval que ha sido objeto de excavación. En este mismo monte donde se encuentra la ermita está el castro del Alto del Cueto, que alcanza los 607 metros de altitud, donde es reconocible un lienzo de muralla y un camino de piedra.